# 麥克斯 (印地安納州)
麥克斯（英語：Max）是位於美國印地安納州布恩縣的一個非建制地區。該地的面積和人口皆未知。

## 地理
麥克斯的座標為40°00′37″N 86°34′55″W / 40.01028°N 86.58194°W，而該地的平均海拔高度為282米（即925英尺）。